# Fafertin
Koordinaten: 36° 19′ 0″ N, 36° 54′ 0″ O
Fafertin (auch Fafirtin, arabisch فافرتين, DMG Fāfirtīn) ist ein Dorf im Nordwesten von Syrien mit den Resten der ältesten datierten, frühbyzantinischen, aus Quadersteinen gemauerten Basilika. Der Ort liegt im Gebiet der Toten Städte.

## Lage

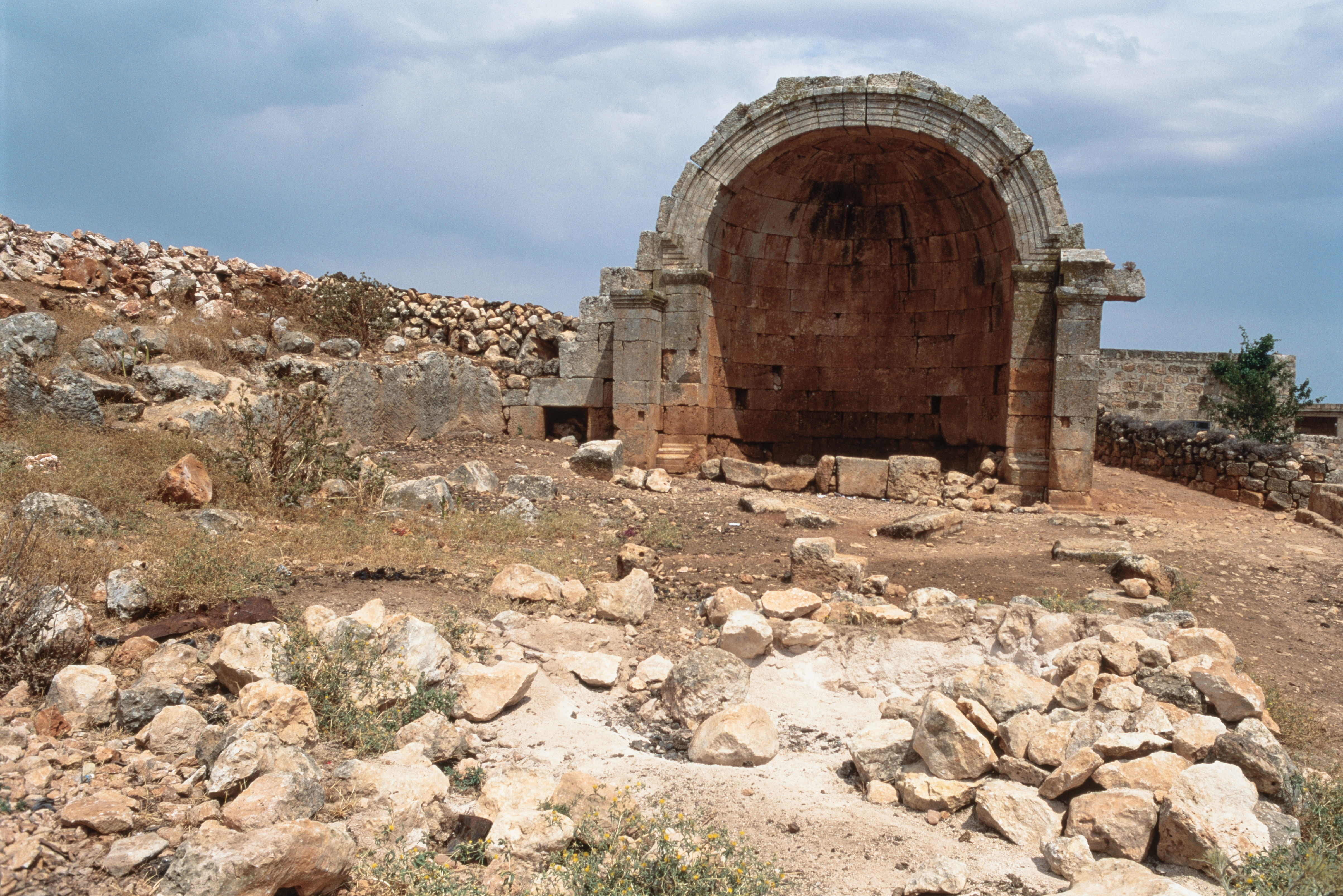
Apsis vom ehemaligen Kirchenschiff, 1995

Fafertin liegt im Gouvernement Aleppo auf 517 Meter Höhe im südlichen Hügelgebiet des Dschebel Siman, der ein Teil des nordsyrischen Kalksteinmassivs ist, nordwestlich von Aleppo. Der Ort ist etwa acht Kilometer von Deir Seman auf einer Nebenstraße zu erreichen, die hinter dem Simeonskloster nach Osten abzweigt. In der Umgebung finden sich mehrere Dörfer aus byzantinischer Zeit mit oftmals besser erhaltenen Kirchenruinen. Fünf Kilometer nordwestlich standen in Burj Haidar mehrere Basiliken, in Simkhar, das in einem flachen Tal südwestlich von Fafertin liegt, sind die Ruinen einer im 4. und einer im 6. Jahrhundert errichteten Basilika zu sehen. In gerader Linie weiter nach Südwesten liegt die in diesem Bergland am besten erhaltene Basilika von Mushabbak aus der zweiten Hälfte des 5. Jahrhunderts.

## Geschichte
Die älteste archäologisch nachgewiesene Kirche liegt im Osten Syriens am mittleren Euphrat in Dura Europos. 232/233 wurden zwei Räume eines parthischen Wohnhauses aus Lehmziegeln zur Hauskirche von Dura Europos umgebaut. Die ersten Räumlichkeiten im 3. Jahrhundert, in denen im Gebiet der Toten Städte Gottesdienste abgehalten wurden, waren zu Hauskirchen erweiterte römische Wohnhäuser. In Qirqbize ist Ruine einer Anfang des 4. Jahrhunderts durch Zusammenlegung zweier Räume entstandenen Hauskirche erhalten. Die dreischiffige Basilika von Fafertin, wie alle Gebäude der Region aus unverfugten Kalksteinquadern gemauert, ist der älteste erhaltene und datierte Kirchenbau in Westsyrien. Er wurde nach der griechischen Einweihungsinschrift über dem östlichen Eingang an der Südseite des Kirchenschiffs im Jahr 372 fertiggestellt. Von den mehreren hundert Kirchenbauten der rund 700 Siedlungen im Gebiet der Toten Städte fand sich bei knapp 20 eine für die Fertigstellung des Gebäudes relevante, datierte Bauinschrift. Die anderen Kirchen können nur durch Stiluntersuchungen zeitlich eingeordnet werden.

## Bauform

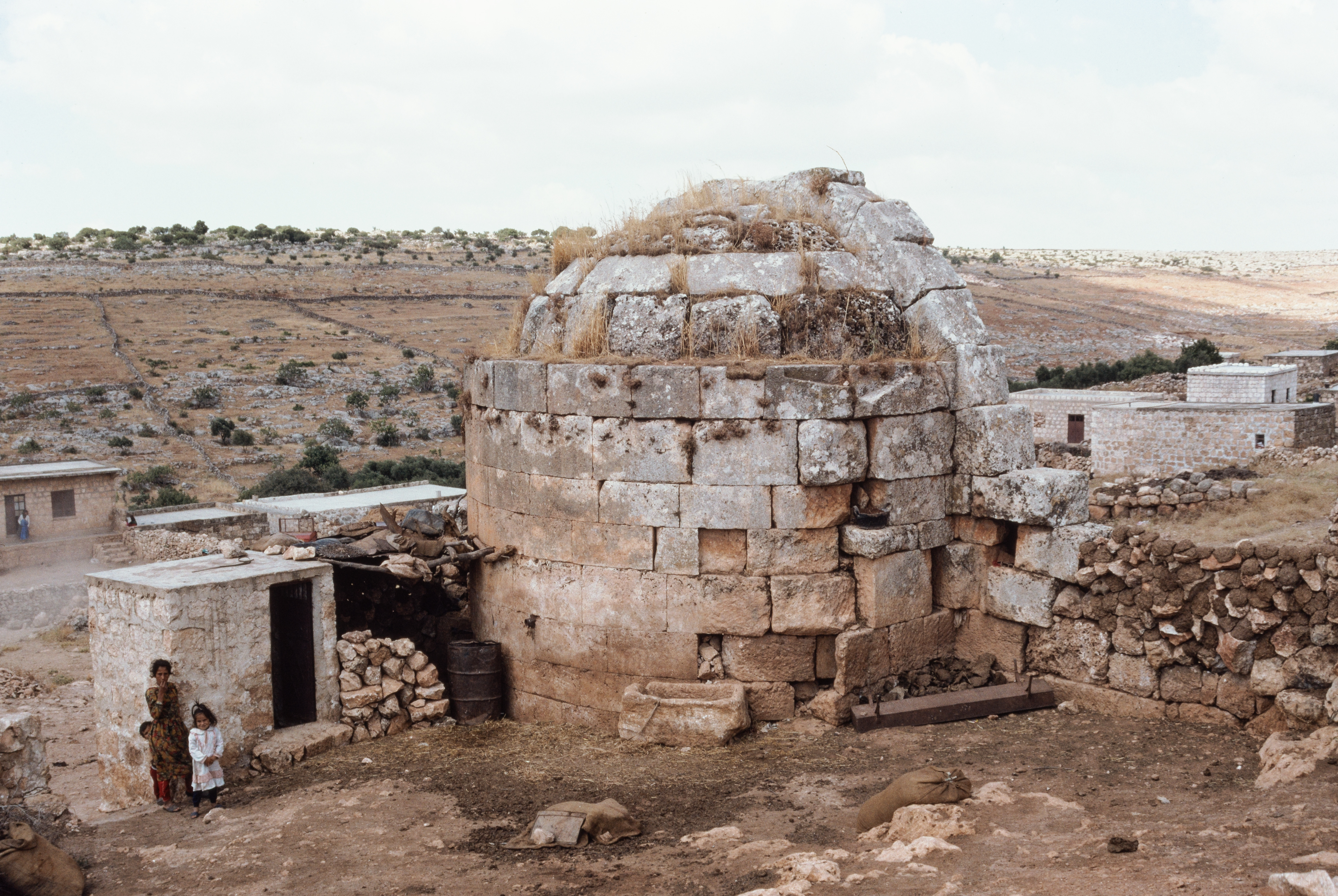
Außenseite der Apsis von Nordosten, 1995

In Fafertin wurden die bei den meisten der zwischen dem 4. und 7. Jahrhundert erbauten Kirchen eingesetzte Bauform der Basilika verwendet. Die dreischiffige Säulenbasilika verbreitete sich in frühbyzantinischer Zeit im gesamten Mittelmeerraum. Howard Crosby Butler fand 1905 als Leiter der amerikanischen Princeton-Expedition nach Syrien die außerhalb der Ostwand gelegene halbrunde Apsis mit den beiden Seitenkammern fast vollständig erhalten. Das Kirchenschiff war damals bereits bis auf die Grundmauern eingestürzt, das Kircheninnere aber noch mit Steinquadern gefüllt. Georges Tchalenko begann 1938/39 mit Untersuchungen, die er ab 1968 weiterführte. Zu seiner Zeit waren die meisten Steine verschwunden und in Neubauten des Ortes vermauert.
Die beiden im Norden und Süden gelegenen Apsisnebenräume waren als Pastophorium (entsprechend einer Sakristei) und Martyrion (Reliquienkammer) in die Liturgie einbezogen. Über jeweils sechs Säulen trugen Rundbögen die beiden Hochwände des Mittelschiffs. In den oberen Wänden befanden sich rechteckige Fenster mittig über den Jochbögen. Wie bei den meisten Kirchen gab es zwei Eingänge in der südlichen Außenwand, ein weiterer Eingang in der Mitte des Westgiebels kam im 5. Jahrhundert hinzu. 
Nur die Apsis mit den beiden Pfeilervorlagen für die Mittelschiffarkaden, ein Teil des nördlichen Apsisnebenraums, der untere Bereich um die westliche Eingangstür und die Osttür der Südwand stehen aufrecht. Das einzige erhaltene Kapitell der Säulenarkaden zeigt den toskanischen Stil, ebenso die Kapitelle der Pfeilervorlagen. Die Seitengewände der östlichen Tür bestehen aus einem einzigen, nicht profilierten Stein. Auf dem Türsturz sind Medaillons und eingravierte geometrische Muster zu sehen.
Das relativ unverbundene einfache Mauerwerk der geraden Außenwände ist ein Kennzeichen der ältesten, von regionalen Handwerkern gefertigten Kirchen, zu denen auch die Basilika von Mushabbak gehört. Dagegen bestand die Apsis aus einer Reihe von großen, sorgfältig behauenen Quadern. Die Apsis dürfte von eigens angeheuerten Spezialisten gefertigt worden sein, während lokale Handwerker die übrigen Wände errichteten. Alle Kirchen des 4. Jahrhunderts waren an der Außenfassade vollkommen schmucklos.
Die Apsis innen hatte seitlich Eckpilaster. Darauf ruhte auf Kämpfern, die mit Kymation verziert waren, der Apsisbogen.